# Amran (provins)
Amran (arabiska: عمران) är en provins norr om Sana i Jemen. Den administrativa huvudorten är Amran.
Provinsen har 877 786 invånare och en yta på 7 900 km².

## Distrikt
- Amran
- al-Ashah
- Bani Suraim
- Dhi Bin
- Habur Zulaymah
- Harf Sufyan
- Huth
- Iyal Surayh
- Jabal Iyal Yazid
- Khamir
- Kharif
- al-Madan
- Maswar
- al-Qaflah
- Raydah
- as-Sawd
- Shaharah
- as-Sudah
- Suwayr
- Thula